# Brittisk engelska
Brittisk engelska (engelska: British English), eller bara brittiska, är den variant av det engelska språket som talas och skrivs i Storbritannien. Det är tillsammans med bland annat amerikansk engelska en huvudvariant av språket. 
Ibland anses brittisk engelska omfatta hela Brittiska öarna, men vanligen grupperas irländsk engelska separat. De varianter av brittisk engelska som talas i England kallas engelsk engelska, på engelska Anglo-English eller, mer informellt English English.
I flera samväldesländer används en engelska som ligger närmare den brittiska än den amerikanska.

## Fonetik
För det brittiska talspråk som förekommer främst bland utbildade i London och sydöstra England används beteckningen Received Pronunciation  (RP), tidigare även kallad BBC English och The King's English ). Tidigare hade Received Pronounciation något av en särställning, men numera anses vårdad skotska och andra regionala varianter av brittisk engelska vara jämställda. Sådana regionala varianter hörs numera ofta exempelvis i BBC.
Received Pronounciation kännetecknas bland annat av att [r] endast uttalas om r följs av vokal. Till exempel uttalas inte 'r' i orden: hard, car, murder etc. Vidare uttalas 'u' som kort a i orden run, rung etc. Detta skiljer RP från dialekter från norra England och Skottland. Ibland lägger man också till ett r, oftast efter ord som slutar på a och följande ord börjar på o eller i. I stället för "idea of" kan man säga "idear of", detta är dock bara talspråk.